# Југословенска круна
Југословенска круна је била краткотрајна валута, коришћена прво у Држави Словенаца, Хрвата и Срба, а затим и после уједињења те државе са Краљевином Србијом у Краљевство Срба, Хрвата и Словенаца, до 1920.

## Новчанице
Првобитно су новчанице југословенске круне биле заправо прештампане новчанице Аустроугарске круне, и то у деноминацијама од 10, 20, 50, 100 и 1000 круна.
Текст на прве три је био тројезичан, на српском, хрватском и словеначком, док је на новчаницама од 100 и 1000 круна он могао бити на било ком од та три језика.

## Историја
После Првог светског рата, Аустроугарска је запала у расуло и распала се на више држава. На територији Словеније, Краљевине Хрватска-Славонија, Кондоминијума Босне и Херцеговине, Краљевине Далмације и делова Краљевине Угарске (Бачка, Банат и Барања) створена је Држава Словенаца, Хрвата и Срба.
Југсловенска круна је заменила Аустроугарску круну 12. новембра 1918. у односу 1:1
Циркулисала је заједно са динаром, и постепено повлачена из употребе до краја 1922.
1 динар је вредео 4 круне.